# سيجي كيهارا
سيجي كيهارا هو سياسي ياباني، ولد في 8 يونيو 1970 في طوكيو في اليابان. نشط حزبياً في الحزب الليبرالي الديمقراطي الياباني. في الانتخابات العامة اليابانية 2017، انتخب عضو مجلس النواب الياباني ‏ عن دائرة Tokyo 20th district ‏ وقد انضم خلال فترته النيابية ‏ (22 أكتوبر 2017 – ) للكتلة البرلمانية الحزب الليبرالي الديمقراطي الياباني وانتخب عضو مجلس النواب الياباني ‏ عن دائرة Tokyo 20th district ‏ وقد انضم خلال فترته النيابية ‏ للكتلة البرلمانية الحزب الليبرالي الديمقراطي الياباني.

## وصلات خارجية
- الموقع الرسمي